# Trimetopia coerulea
Trimetopia coerulea là một loài bướm đêm trong họ Geometridae.